# Біддл (Монтана)
Біддл (англ. Biddle) — переписна місцевість (CDP) в США, в окрузі Роудер-Рівер штату Монтана. Населення — 28 осіб (2020).

## Географія
Біддл розташований за координатами 45°6′19″ пн. ш. 105°18′43″ зх. д. / 45.10528° пн. ш. 105.31194° зх. д. (45.105177, -105.311827).  За даними Бюро перепису населення США в 2010 році переписна місцевість мала площу 44,72 км², уся площа — суходіл.

## Демографія
Згідно з переписом 2010 року, у переписній місцевості мешкала 41 особа в 15 домогосподарствах у складі 12 родин. Густота населення становила 1 особа/км².  Було 21 помешкання (0/км²).
Расовий склад населення:
| - 100,0 % — білих |

До двох чи більше рас належало 0,0 %. Частка іспаномовних становила 0,0 % від усіх жителів.
За віковим діапазоном населення розподілялося таким чином: 29,3 % — особи молодші 18 років, 58,5 % — особи у віці 18—64 років, 12,2 % — особи у віці 65 років та старші. Медіана віку мешканця становила 43,8 року. На 100 осіб жіночої статі у переписній місцевості припадало 115,8 чоловіків;  на 100 жінок у віці від 18 років та старших — 107,1 чоловіків також старших 18 років.
Середній дохід на одне домашнє господарство  становив 63 322 долари США (медіана — 64 375), а середній дохід на одну сім'ю — 78 333 долари (медіана — 88 750). 
Цивільне працевлаштоване населення становило 10 осіб. Основні галузі зайнятості: сільське господарство, лісництво, риболовля — 60,0 %, роздрібна торгівля — 20,0 %.